# مارسل سوکلر
مارسل سوکلر (انگلیسی: Marcel Sökler؛ زادهٔ ۲۶ مارس ۱۹۹۱) بازیکن فوتبال اهل آلمان است.
از باشگاه‌هایی که در آن بازی کرده‌است می‌توان به باشگاه فوتبال زاربروکن و باشگاه فوتبال هوفنهایم اشاره کرد.